# Саут-Самтер (Південна Кароліна)
Саут-Самтер (англ. South Sumter) — переписна місцевість (CDP) в США, в окрузі Самтер штату Південна Кароліна. Населення — 1989 осіб (2020).

## Географія
Саут-Самтер розташований за координатами 33°53′8″ пн. ш. 80°20′16″ зх. д. / 33.88556° пн. ш. 80.33778° зх. д. (33.885512, -80.337885).  За даними Бюро перепису населення США в 2010 році переписна місцевість мала площу 6,21 км², уся площа — суходіл.

## Демографія
Згідно з переписом 2010 року, у переписній місцевості мешкало 2411 осіб у 886 домогосподарствах у складі 613 родин. Густота населення становила 388 осіб/км².  Було 1028 помешкань (166/км²).
Расовий склад населення:
| - 89,0 % — чорних або афроамериканців - 9,0 % — білих - 0,2 % — корінних американців - 0,1 % — вихідців з тихоокеанських островів |

До двох чи більше рас належало 0,7 %. Частка іспаномовних становила 2,2 % від усіх жителів.
За віковим діапазоном населення розподілялося таким чином: 27,7 % — особи молодші 18 років, 59,9 % — особи у віці 18—64 років, 12,4 % — особи у віці 65 років та старші. Медіана віку мешканця становила 34,6 року. На 100 осіб жіночої статі у переписній місцевості припадало 81,4 чоловіків;  на 100 жінок у віці від 18 років та старших — 75,9 чоловіків також старших 18 років.
Середній дохід на одне домашнє господарство  становив 35 991 долар США (медіана — 26 548), а середній дохід на одну сім'ю — 33 416 доларів (медіана — 25 368). За межею бідності перебувало 34,4 % осіб, у тому числі 51,2 % дітей у віці до 18 років та 32,0 % осіб у віці 65 років та старших.
Цивільне працевлаштоване населення становило 789 осіб. Основні галузі зайнятості: виробництво — 22,7 %, освіта, охорона здоров'я та соціальна допомога — 18,4 %, мистецтво, розваги та відпочинок — 13,4 %, роздрібна торгівля — 10,4 %.